# Radomir, Dolj
Radomir este un sat în comuna Dioști din județul Dolj, Oltenia, România. Se află în partea de est a județului,  în Câmpia Romanaților.